# Tiquipaya (gemeente)
Tiquipaya is een gemeente (municipio) in de Boliviaanse provincie Quillacollo in het departement Cochabamba. De gemeente telt naar schatting 63.119 inwoners (2018). De hoofdplaats is Tiquipaya.